# Cololejeunea dianae
Cololejeunea dianae là một loài Rêu trong họ Lejeuneaceae. Loài này được Wigginton mô tả khoa học đầu tiên năm 2006.